# Andréi Déyev
Andréi Déyev –en ruso, Андрей Деев– (Sverdlovsk, 20 de enero de 1978) es un deportista ruso que compitió en esgrima, especialista en la modalidad de florete.
Ganó una medalla de bronce en el Campeonato Mundial de Esgrima de 2005 y tres medallas en el Campeonato Europeo de Esgrima entre los años 2005 y 2007. Participó en los Juegos Olímpicos de Sídney 2000, ocupando el octavo lugar en la prueba por equipos.

## Palmarés internacional
| Campeonato Mundial | Campeonato Mundial     | Campeonato Mundial | Campeonato Mundial  |
| Año                | Lugar                  | Medalla            | Prueba              |
| ------------------ | ---------------------- | ------------------ | ------------------- |
| 2005               | Leipzig (Alemania)     | Medalla de bronce  | Florete individual  |
| Campeonato Europeo |                        |                    |                     |
| Año                | Lugar                  | Medalla            | Prueba              |
| 2005               | Zalaegerszeg (Hungría) | Medalla de plata   | Florete por equipos |
| 2006               | Esmirna (Turquía)      | Medalla de bronce  | Florete por equipos |
| 2007               | Gante (Bélgica)        | Medalla de plata   | Florete por equipos |